# عانات کام

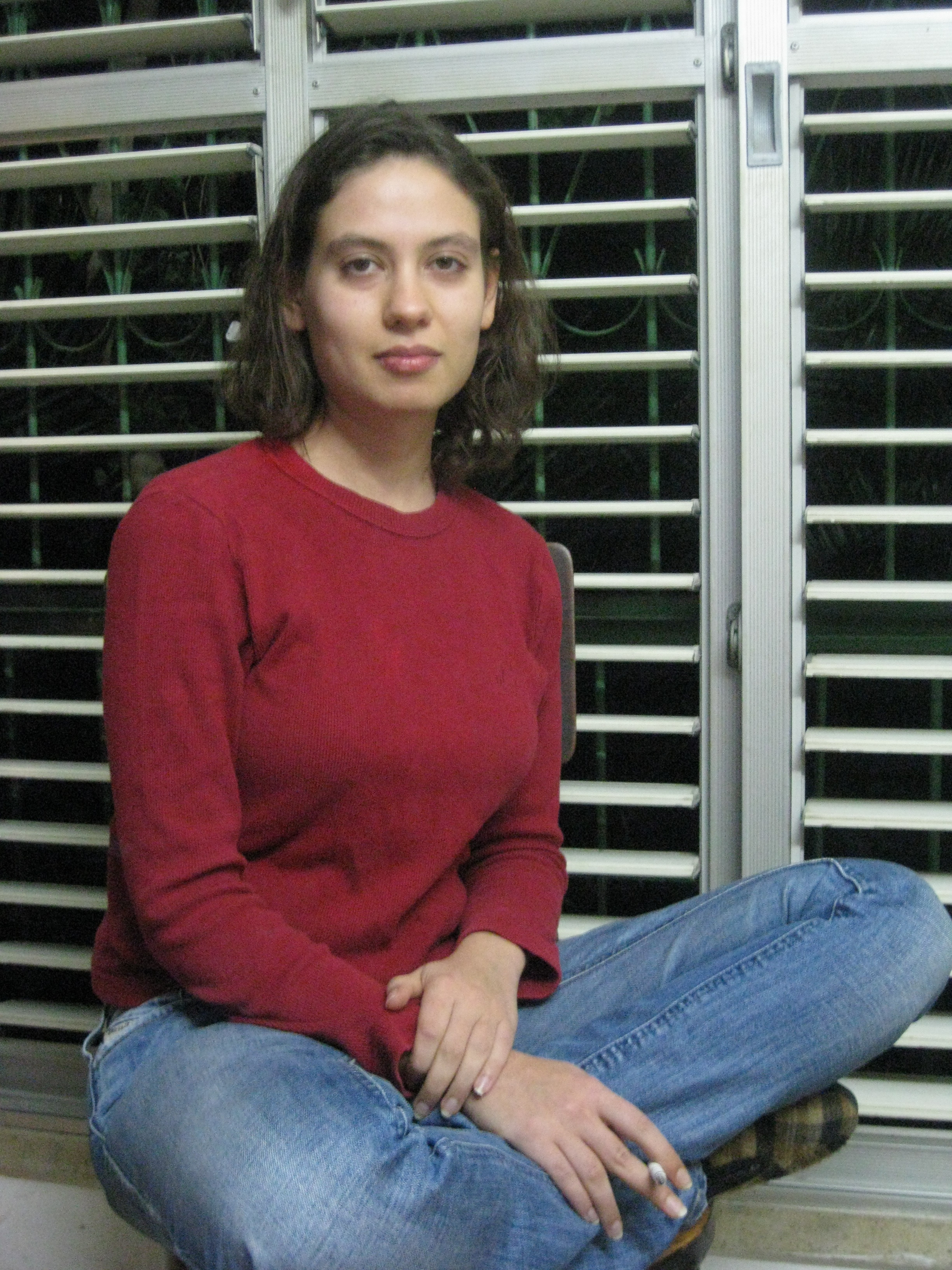
عانات کام

عانات کام (به عبری: ענת קם) (زاده ۱۹۸۷) روزنامه‌نگار اسراییلی است که در فاصله سال‌های ۲۰۰۶ تا ۲۰۰۸ در طول ۲ سال خدمت خود در ارتش اسراییل و کار در دفتر فرمانده سپاه مرکز ارتش اسرائیل، دو هزار سند مهم و محرمانه و حتی دستورها فوق محرمانه فرماندهی ارتش اسرائیل را کپی کرده تا در اختیار رسانه‌ها قرار بدهد.
او پس از پایان سربازی، این اسناد را ابتدا به خبرنگار نظامی روزنامه یدیعوت آخرونوت می‌دهد تا از آن استفاده کند، اما آن خبرنگار با وقوف به اهمیت و فوق محرمانه بودن سندها ترجیح می‌دهد که پای خود را وارد ماجرایی چنین عظیم نکند، اما در عین حال این موضوع را با نهادهای امنیتی اسرائیل نیز در میان نمی‌گذارد.
او سرانجام به آوری بلاو، خبرنگار تازه‌کار روزنامه هاآرتص، مراجعه می‌کند و همه اسناد را بر روی دیسکی کوچک به او می‌دهد. روزنامه هاآرتص در نوامبر سال ۲۰۰۸ گزارش‌هایی از آقای بلاو را، از جمله در مورد دستورها محرمانه ستاد کل ارتش اسرائیل، منتشر کرد.
این رویداد در طول این مدت در اسراییل مخفی مانده بود اما سر انجام با فشار شدید روزنامه‌نگاران اسرائیل برای انتشار ماجرا یک قاضی زن اسرائیلی اجازه داد که ماجرا در اسرائیل نیز علنی شود.

## واکنش نهادهای امنیتی
نهادهای امنیتی اسرائیل با وقوف به حقیقی بودن جزئیات این سوءقصدها تعقیب ماجرا را آغاز می‌کنند، و آوری بلاو برخلاف عرف روزنامه‌نگاری که نباید منبع خبری را لو داد، برای شباک، تشکیلات امنیتی اسرائیل، فاش می‌کند.
شباک می‌گوید که آقای بلاو متعهد شده‌است که دیسک مابقی سندهای دیگر را نیز تحویل دهد و هیچ کپی برای خود نگه ندارد اماآقای بلاو در ماه‌های اخیر به لندن گریخته و تلاش‌های نهادهای امنیتی و حقوقی اسرائیل برای بازگرداندن او ناکام مانده‌است.

## محتوای اسناد
به گفته رئیس شاباک، اسناد مزبور از جمله شامل آرایش نیروهای نظامی اسرائیل، فعالیت‌های نهادهای اطلاعاتی اسرائیل و جنگ‌افزارهای کشور است، و افشای احتمالی آن‌ها یکی از بزرگ‌ترین چالش‌ها برای موجودیت اسرائیل خواهد بود.

## واکنش‌ها
در پی علنی شدن موضوع در اسراییل والدین عانات کام مدعی‌اند که دخترشان قصد لطمه زدن به امنیت اسرائیل را نداشته و استدلال می‌کنند که او تنها به روزنامه‌های اسرائیل مراجعه کرده، وگرنه می‌توانست اسناد را به شوهر خواهرش که خبرنگار واشینگتن پست در اسرائیل است بدهد.
اما دادستانی اسرائیل با تأکید بر این که کپی کردن دو هزار سند محرمانه و فوق محرمانه و اصرار بر انتشار آن‌ها نشان از عزم راسخ عانات کام برای لطمه زدن به امنیت اسرائیل داشته، این دختر ۲۳ ساله را به «جاسوسی» متهم کرده‌است.
ارتش اسرائیل می‌گوید که ازپس از این ماجرا، که ازدو سال پیش مقامات امنیتی اسرائیل بوی آن را شنیدند، سندهای مهم و به ویژه مدارک محرمانه و فوق محرمانه، کدگذاری هائی شده که اگرهرکسی حتی خود کسانی که سند متعلق به آن‌ها بوده درصدد کپی کردن کامپیوتری، چاپ یا انتقال آن برآیند، مشخص خواهد شد.
اما نگرانی اصلی مقامات اسرائیل از ۱۹۵۰ سندی است که آوری بلاو با خود به لندن برده‌است. (او ۵۰ سند را پس داده‌است و با اجازه خود آقای بلاو، در ملاقات پائیز گذشته او با شباک، مسوولان شباک، کامپیوتردستی اش را شکستند و کامپیوتر نو دیگری به او دادند).
به گفتهٔ ارتش اسراییل این یکی از جدی‌ترین بحران‌هایی است که امنیت اسراییل را در دههٔ اخیر تهدید می‌کند.